# 루딘

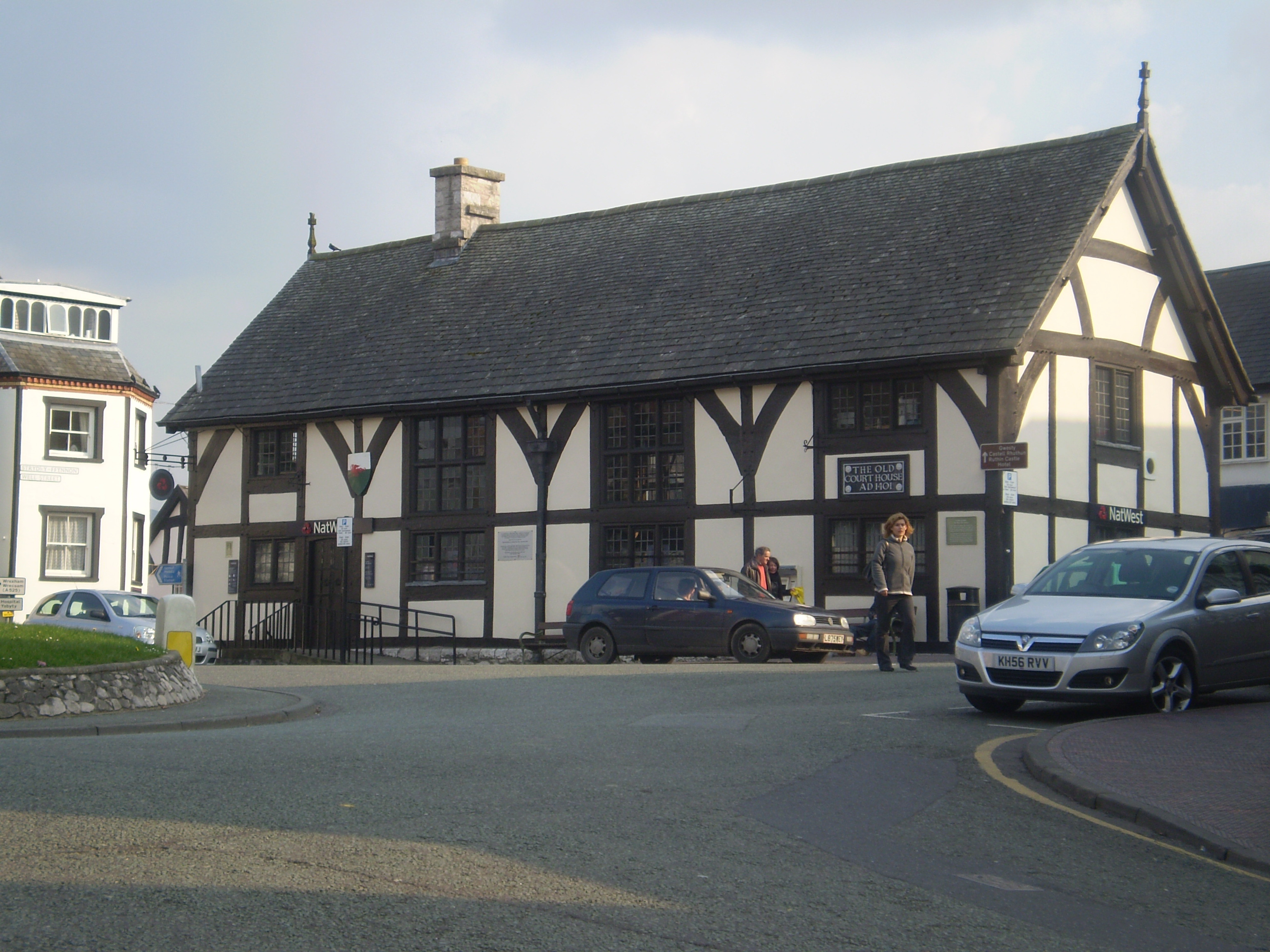

루딘(영어: Ruthin, 웨일스어: Rhuthun /ˈr̥ɪθɪn/ RITH-in)은 영국 웨일스 북부의 덴비셔의 관청 소재 도시이며 인구는 약 5,000명이다.
루딘은 클루이드 계곡 남쪽의 고지대에 위치하고 있으며 읍내에서 가장 높은 언덕에는 구시가지와 루딘 성(Ruthin Castle), 세인트 피터 광장(Saint Peter's Square)이 있다. 루딘이란 이름은 웨일스어에서 붉은색을 뜻하는 'rhudd'와 요새를 뜻하는 'din'에서 유래했는데, 이 지역이 보안상의 목적으로 클루이드 강너머를 내다볼 수 있도록 적색사암층(red sandstone) 위에 건설되었기 때문이다. 1990년 후반에는 루딘의 신시가지 지역에 클루이드 강의 범람이 잦아 2003년 가을에 3백만 파운드를 들여 홍수 대비 공사를 실시했다.
루딘은 문헌상 7백 년이 넘는 역사를 지니고 있으며 훌륭한 건축 유산을 보유하고 있고 웨일스에서 가장 규모가 큰 가축 경매 시장이 열린다.